# 화성의과학대학교
화성의과학대학교(華城醫科學大學校, Hwasung Medi-Science University)는 경기도 화성시의 사립 대학이다.

## 연혁
2004년 4월, 학교법인 신경학원의 이홍하에 의하여 신경대학교가 설립되었다. 이듬해 3월 4일, 개교하였다. 한때 학교법인이 경영 악화로 관선이사가 파견된 적이 있으며, 2021년 12월경 남촌의료재단에서 재정 기여자로 선정되며 정상화된 것으로 알려졌다. 이어 2022년 9월 1일, 화성의과학대학교로 교명을 변경하였다.
한편, 2013년과 2014년 재정지원이 제한되었으며, 경영부실대학으로 선정되었다. 2015년과 2016년 교육부의 대학구조개혁평가 결과 E등급을 받은 이력이 있다. 2017년에도 이 평가 결과로 인한 재정 지원 제한 조치가 유지되었다. 2018년 실시된 대학기본역량진단 결과 재정지원제한대학에 선정되었다.

## 교육편제
화성의과학대학교는 대학원 및 단과대학의 설치 없이 학부 과정을  편제하고 있으며, 2025년 기준 12개의 학과가 설치되어 있다.

## 캠퍼스 풍경
화성의과학대학교는 경기도 소재 사립 대학으로, 남양읍에 위치한다. 학교 부지는 약 68,000m²로, 캠퍼스는 단 2동의 건물이 위치하며 전국에서 가장 작은 캠퍼스를 보유하고 있다. 캠퍼스 북측으로 남양중앙로와 연결되어 캠퍼스 접근이 가능하고, 서측으로는 운동장이 위치하고 있으며, 동부는 아파트 단지가 밀집되어 있다.

## 같이 보기
- 이홍하
- 서남대학교
- 광양보건대학교
- 한려대학교
- 광주예술대학교